# Final da Copa do Mundo FIFA de 2006
A partida final da Copa do Mundo FIFA de 2006 foi disputada em 9 de julho no Olympiastadion, na cidade de Berlim na Alemanha. A Itália venceu a França nos pênaltis após empate por 1–1 em 120 minutos de jogo. Um dos momentos mais comentados da partida foi a expulsão de Zinedine Zidane após agredir o jogador Marco Materazzi com uma cabeçada.

## Visão geral
Foi a primeira partida final desde a Copa de 1994 de que o Brasil não participou e foi primeira disputada por duas seleções europeias desde a Copa de 1982, também vencida pela Itália.
Após a conquista do título, a seleção italiana subiu ao topo do Ranking da FIFA em fevereiro de 2007, o que não acontecia desde novembro de 1993.

## Bola

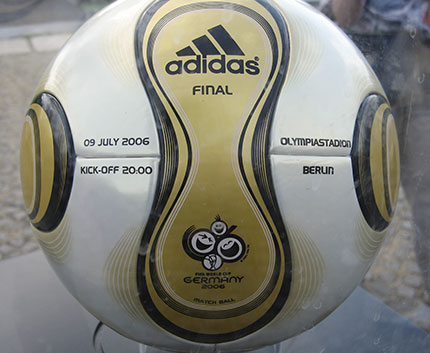
Adidas +Teamgeist Berlin

Uma versão especial da Adidas Teamgeist chamada de +Teamgeist Berlin foi utilizada na final da Copa do Mundo de 2006. O design era o mesmo da Teamgeist utilizada nos outros jogos da competição, mas ela possuía detalhes de cor dourada. Apenas 1600 bolas +Teamgeist Berlin foram produzidas.

## Caminho até a final
| Pos | Equipe         | Pts | J | V | E | D | GP | GC | SG | Classificado      |
| --- | -------------- | --- | - | - | - | - | -- | -- | -- | ----------------- |
| 1   | Itália         | 7   | 3 | 2 | 1 | 0 | 5  | 1  | +4 | Fase eliminatória |
| 2   | Gana           | 6   | 3 | 2 | 0 | 1 | 4  | 3  | +1 | Fase eliminatória |
| 3   | Tchéquia       | 3   | 3 | 1 | 0 | 2 | 3  | 4  | −1 | Eliminado         |
| 4   | Estados Unidos | 1   | 3 | 0 | 1 | 2 | 2  | 6  | −4 | Eliminado         |

| Pos | Equipe        | Pts | J | V | E | D | GP | GC | SG | Classificado      |
| --- | ------------- | --- | - | - | - | - | -- | -- | -- | ----------------- |
| 1   | Suíça         | 7   | 3 | 2 | 1 | 0 | 4  | 0  | +4 | Fase eliminatória |
| 2   | França        | 5   | 3 | 1 | 2 | 0 | 3  | 1  | +2 | Fase eliminatória |
| 3   | Coreia do Sul | 4   | 3 | 1 | 1 | 1 | 3  | 4  | −1 | Eliminado         |
| 4   | Togo          | 0   | 3 | 0 | 0 | 3 | 1  | 6  | −5 | Eliminado         |

## Detalhes da partida
| 9 de julho | Itália        | 1 – 1             | França          | Olympiastadion, Berlim                        |
| 20:00      | Materazzi 19' | 1–1 0–0 Relatório | Zidane 7' (pen) | Público: 69 000 Árbitro: ARG Horacio Elizondo |

|                                           |       | Penalidades                     |  |
| Pirlo Materazzi De Rossi Del Piero Grosso | 5 – 3 | Wiltord Trezeguet Abidal Sagnol |  |

| Itália | França |

|                |    |                      |    |     |
|                |    |                      |    |     |
| G              | 1  | Gianluigi Buffon     |    |     |
| LD             | 19 | Gianluca Zambrotta   | 5' |     |
| Z              | 5  | Fabio Cannavaro      |    |     |
| Z              | 23 | Marco Materazzi      |    |     |
| LE             | 3  | Fabio Grosso         |    |     |
| V              | 8  | Gennaro Gattuso      |    |     |
| V              | 21 | Andrea Pirlo         |    |     |
| MD             | 16 | Mauro Camoranesi     |    | 86' |
| ME             | 20 | Simone Perrotta      |    | 61' |
| A              | 10 | Francesco Totti      |    | 61' |
| A              | 9  | Luca Toni            |    |     |
| Substuições:   |    |                      |    |     |
| M              | 4  | Daniele De Rossi     |    | 61' |
| S              | 15 | Vincenzo Iaquinta    |    | 61' |
| S              | 7  | Alessandro Del Piero |    | 86' |
| Treinador:     |    |                      |    |     |
| Marcello Lippi |    |                      |    |     |

|                  |    |                 |      |      |
|                  |    |                 |      |      |
| G                | 16 | Fabien Barthez  |      |      |
| LD               | 19 | Willy Sagnol    | 12'  |      |
| Z                | 15 | Lilian Thuram   |      |      |
| Z                | 5  | William Gallas  |      |      |
| LE               | 3  | Éric Abidal     |      |      |
| V                | 4  | Patrick Vieira  |      | 56'  |
| V                | 6  | Claude Makélélé | 76'  |      |
| MD               | 22 | Franck Ribéry   |      | 100' |
| M                | 10 | Zinedine Zidane | 110' |      |
| ME               | 7  | Florent Malouda | 111' |      |
| A                | 12 | Thierry Henry   |      | 107' |
| Substituições    |    |                 |      |      |
| MF               | 18 | Alou Diarra     |      | 56'  |
| FW               | 20 | David Trezeguet |      | 100' |
| FW               | 11 | Sylvain Wiltord |      | 107' |
| Treinador:       |    |                 |      |      |
| Raymond Domenech |    |                 |      |      |

| Homem da partida - Andrea Pirlo |

Bandeirinhas:

 Dario Garcia

 Rodolfo Otero

Quarto árbitro:

 Luis Medina Cantalejo

### Estatísticas

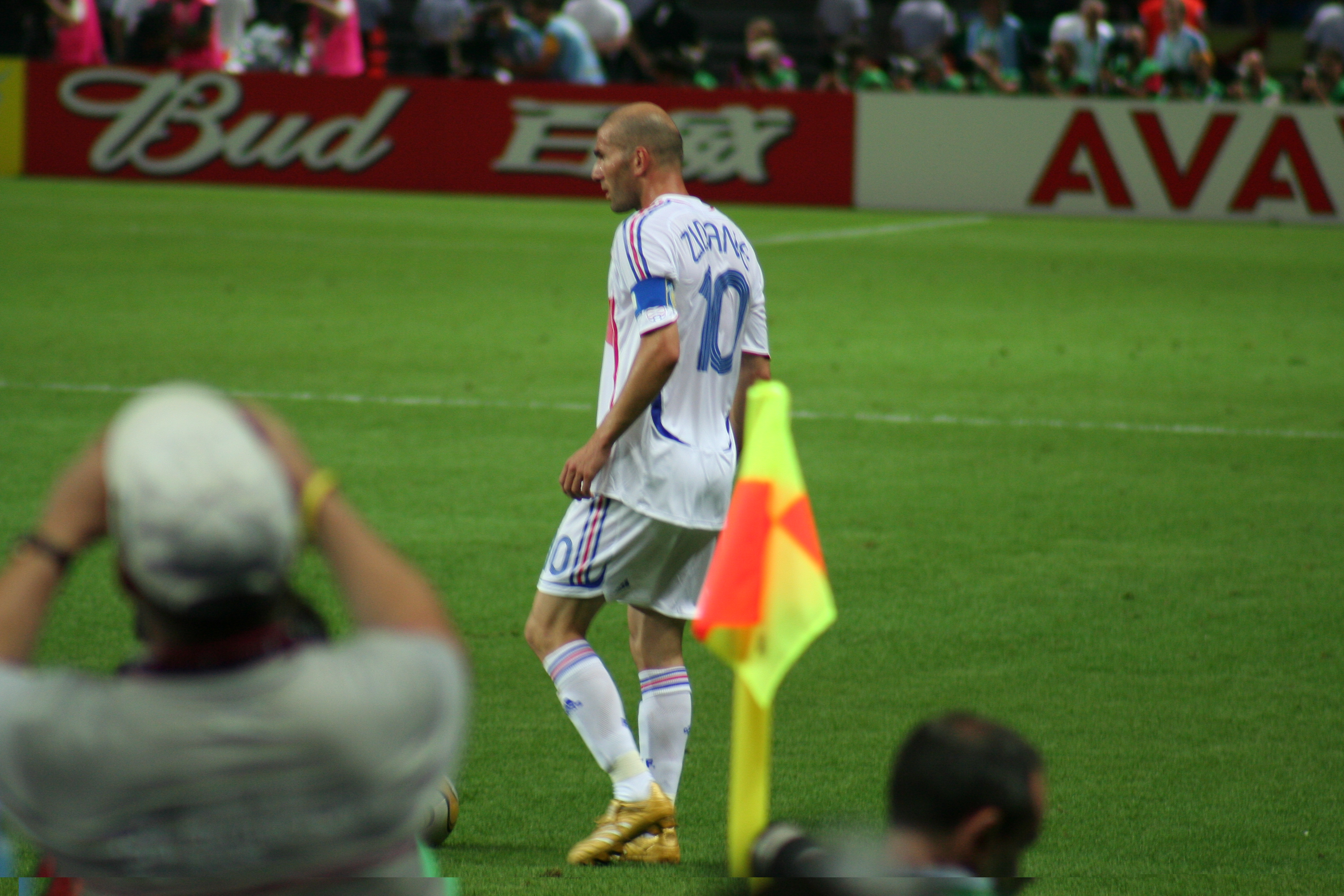
Zidane atuando na final. Sua participação neste jogo ficou marcada pelo seu gol de pênalti e expulsão durante a prorrogação após dar uma cabeçada no peito do zagueiro italiano Marco Materazzi, que teria proferido duros xingamentos a sua mãe e irmã antes do acontecido.

Gerais